# Mulbekh
Mulbekh ou Mulbag é uma localidade da região de Zanskar, noroeste da Índia. Pertence ao distrito de Cargil do Território da União do Ladaque. Em 2016 estimava-se que tivesse 149 habitantes. Situa-se na estrada Serinagar-Lé, cerca de 40 km a sudeste de Cargil e 180 km a oeste de Lé.
A aldeia é conhecida principalmente pela chamada Chamba ou Estátua de Chamba, uma imagem de grandes dimensões esculpida em relevo do Buda Maitreya (também chamado Chamba), datada provavelmente do século VIII, e pelo Mosteiro de Mulbekh ou Gompa de Mulbekh, um estabelecimento monástico budista (gompa) que de facto é constituído por dois mosteiros, um da seita Gelug e outro da seita Drukpa, antigamente ligados ao palácio do antigo rajá Kalon de Mulbekh, situado abaixo. As gompas erguem-se dramaticamente no cimo de uma escarpa com 200 metros de altura acima da estrada Serinagar-Lé, cerca de 300 metros em linha reta a noroeste da aldeia.
A aldeia está espalhada pelo largo vale do rio Wakha e foi o local onde praticamente parou a difusão do islão na Idade Média, que vinha de ocidente e se dirigia ao Ladaque central. Em resultado disso, a população de Mulbekh é constituída por muçulmanos e praticantes de budismo tibetano e, além do mosteiro destes últimos, tem também uma mesquita.

## Estátua de Chamba e inscrições
A pouco mais de um quilómetro a leste do sopé da escarpa do mosteiro, na extremidade ocidental do núcleo urbano oriental de Mulbekh, encontra-se a chamada estátua de Chamba, uma enorme figura escavada na rocha representando o Buda Maitreya que domina a antiga rota de comércio que é atualmente a estrada Serinagar-Lé. Segundo alguns autores, data do período Cuchana (séculos I a IV d.C.), mas os estudiosos mais recentes estimam que é do século VIII d.C. A parte inferior está parcialmente escondida por um pequeno templo construído em 1975. Perto da imagem há algumas inscrições escritas em caroste. Há também um édito do rei Bum-lde que ordenando ao povo local que parasse de sacrificar cabras:
| “ | Oh Lama, toma conhecimento disto! O rei da fé, Bum-lde, tendo visto o fruto das obras na vida futura, dá ordens aos homens de Mulbe para abolir, acima de tudo, os sacrifícios de vivos, e saúda o Lama. Os sacrifícios de vivos estão abolidos! | ” |
|   | — Tradução livre da inscrição do rei Bum-lde em Mulbekh.. |   |

Bum-lde reinou no Ladaque Ocidental c. 1400, quando o seu irmão Dragspa governava o resto do Ladaque. Havia então o costume de cada aldeia sacrificar uma cabra uma ou duas vezes por ano, retirando-lhe o coração em frente a um altar. No entanto, o povo de Mulbekh não seguiu a ordem, o que é atestado por uma inscrição existente ao lado da do édito real, dizendo que a ordem era muito difícil de ser executada — «Pois o que diria a divindade local se fosse privada da cabra?».

## Bibligrafia
- Francke, August Hermann (1907), A History of Western Tibet: One of the Unknown Empires, ISBN 9788120610439 (em inglês), Londres (publicado em 1977), consultado em 2 de novembro de 2016
- Ghose, Aruna;  et al., eds. (2011), DK Eyewitness Travel Guide India, ISBN 9781405369367 (em inglês), Dorling Kindersley Ltd, consultado em 2 de novembro de 2016
- Rizvi, Janet (1996), Ladakh: Crossroads of High Asia, ISBN 9780195645460 (em inglês) 2ª ed. , Deli: Oxford University Press India
- Schettler, Margret; Schettler, Rolf (1981), Kashmir, Ladakh & Zanskar: A Travel Survival Kit, ISBN 9780908086214 (em inglês), Lonely Planet